# Kuba na Mistrzostwach Świata w Lekkoatletyce 2017
Kuba na Mistrzostwach Świata w Lekkoatletyce 2017 – reprezentacja Kuby podczas mistrzostw świata w Londynie liczyła 27 zawodników, którzy zdobyli 1 medal.

## Zdobyte medale
| Medal | Zawodnik       | Konkurencja   | Rezultat | Data       |
| ----- | -------------- | ------------- | -------- | ---------- |
| brąz  | Yarisley Silva | skok o tyczce | 4,65     | 6 sierpnia |

## Skład reprezentacji
Mężczyźni
| Zawodnik                                                                    | Konkurencja                | Eliminacje | Eliminacje | Półfinał | Półfinał | Finał    | Finał   |    |    |
| Zawodnik                                                                    | Konkurencja                | Rezultat   | Pozycja    | Rezultat | Pozycja  | Rezultat | Pozycja |    |    |
| --------------------------------------------------------------------------- | -------------------------- | ---------- | ---------- | -------- | -------- | -------- | ------- | -- | -- |
| Yoandys Lescay                                                              | bieg na 400 metrów         | 45,93      | 31.        | NQ       | NQ       | NQ       | NQ      |    |    |
| Roger Iribarne                                                              | bieg na 110 m przez płotki | 13,48      | 16. q      | 13,43    | 15.      | NQ       | NQ      |    |    |
| Yordan L. O’Farrill                                                         | bieg na 110 m przez płotki | 13,56      | 22. q      | DNF      | DNF      | NQ       | NQ      | NQ | NQ |
| José Luis Gaspar                                                            | bieg na 400 m przez płotki | 51,82      | 33.        | NQ       | NQ       | NQ       | NQ      |    |    |
| Harlyn Pérez Roberto Skyers Yaniel Carrero José Luis Gaspar                 | sztafeta 4 × 100 m         | 39,01      | 13.        | —        | —        | NQ       | NQ      |    |    |
| William Collazo Adrian Chacón Leandro Zamora Yoandys Lescay Osmeli Pellicer | Sztafeta 4 × 400 m         | 3:01,88    | 8. Q       | —        | —        | 3:01,10  | 6.      |    |    |

| Zawodnik               | Konkurencja | Kwalifikacje | Kwalifikacje | Finał | Finał   |
| Zawodnik               | Konkurencja | Wynik        | Pozycja      | Wynik | Pozycja |
| ---------------------- | ----------- | ------------ | ------------ | ----- | ------- |
| Juan Miguel Echevarría | skok w dal  | 7,86         | 15.          | NQ    | NQ      |
| Maykel D. Massó        | skok w dal  | 8,15         | 2. Q         | 8,26  | 5.      |
| Andy Díaz              | trójskok    | 16,96        | 4. q         | 17,13 | 7.      |
| Lázaro Martínez        | trójskok    | 16,66        | 12. q        | 16,25 | 12.     |
| Cristian Nápoles       | trójskok    | 17,06        | 3. Q         | 17,16 | 4.      |

Dziesięciobój
| Zawodnik      | Konkurencja | 100 m | LJ  | SP  | HJ | 400 m | 110H | DT | PV | JT | 1500 m | Wynik | Pozycja |
| ------------- | ----------- | ----- | --- | --- | -- | ----- | ---- | -- | -- | -- | ------ | ----- | ------- |
| Leonel Suárez | Rezultat    | 15,93 | DNS | DNS | –  | –     | –    | –  | –  | –  | –      | DNF   | DNF     |
| Leonel Suárez | Punkty      | 94    | 0   | 0   | –  | –     | –    | –  | –  | –  | –      | DNF   | DNF     |

Kobiety
| Zawodniczka        | Konkurencja                | Eliminacje | Eliminacje | Półfinał | Półfinał | Finał    | Finał   |
| Zawodniczka        | Konkurencja                | Rezultat   | Pozycja    | Rezultat | Pozycja  | Rezultat | Pozycja |
| ------------------ | -------------------------- | ---------- | ---------- | -------- | -------- | -------- | ------- |
| Roxana Gómez       | bieg na 400 metrów         | 51,98      | 20. q      | 52,01    | 17.      | NQ       | NQ      |
| Rose Mary Almanza  | bieg na 800 metrów         | 2:01,43    | 16. Q      | 1:59,79  | 8.       | NQ       | NQ      |
| Dailín Belmonte    | maraton                    | —          | —          | —        | —        | 2:46:15  | 55.     |
| Zurian Hechavarría | Bieg na 400 m przez płotki | 56,44      | 24.        | NQ       | NQ       | NQ       | NQ      |

| Zawodniczka     | Konkurencja    | Kwalifikacje | Kwalifikacje | Finał | Finał   |
| Zawodniczka     | Konkurencja    | Wynik        | Pozycja      | Wynik | Pozycja |
| --------------- | -------------- | ------------ | ------------ | ----- | ------- |
| Yarisley Silva  | skok o tyczce  | 4,55         | 6. q         | 4,65  | brąz    |
| Liadagmis Povea | trójskok       | 13,55        | 22.          | NQ    | NQ      |
| Yaniuvis López  | pchnięcie kulą | 17,84        | 11. q        | 18,03 | 8.      |
| Denia Caballero | rzut dyskiem   | 63,79        | 5. Q         | 64,37 | 5.      |
| Yaime Pérez     | rzut dyskiem   | 65,58        | 2. Q         | 64,82 | 4.      |

Siedmiobój
| Zawodniczka        | Konkurencja | 100H  | HJ   | SP    | 200 m | LJ   | JT    | 800 m   | Wynik | Pozycja |
| ------------------ | ----------- | ----- | ---- | ----- | ----- | ---- | ----- | ------- | ----- | ------- |
| Yorgelis Rodríguez | Rezultat    | 13,33 | 1,80 | 12,47 | 22,86 | 6,56 | 41,72 | 2:08,10 | 6594  | 4.      |
| Yorgelis Rodríguez | Punkty      | 1036  | 1171 | 757   | 941   | 921  | 810   | 958     | 6594  | 4.      |